# Notsodipus muckera
Notsodipus muckera is een spinnensoort uit de familie Lamponidae. De soort komt voor in het zuiden van Australië.